# Acutosternus
Acutosternus is een geslacht van kevers uit de familie van de loopkevers (Carabidae). De wetenschappelijke naam van het geslacht is voor het eerst geldig gepubliceerd in 1988 door Lecordier & Girard.

## Soorten
Het geslacht Acutosternus omvat de volgende soorten:
- Acutosternus mandibularis Lecordier & Girard, 1988
- Acutosternus ovatulus (Fairmaire, 1899)